# 乔伊丝·奥斯本
乔伊丝·奥斯本（英語：Joyce Osborne，？—），新西兰女子草地滚球运动员。她曾代表新西兰参加1982年和1986年英联邦运动会草地滚球比赛，获得一枚银牌。

## 家庭
姐妹珀尔·戴蒙德。